# ایستگاه متروی میدان اسلون
ایستگاه متروی میدان اسلون (انگلیسی: Sloane Square tube station) یکی از ایستگاه‌های خط ناحیه و خط سیرکل متروی لندن است.
این ایستگاه که در منطقه سلطنتی کنزینگتون و چلسی قرار دارد در سال ۱۸۶۸ میلادی تأسیس شده است.